# Mollový kvintakord
Mollový kvintakord je jedním z nejvíce používaných akordů v evropské hudbě.
Jedná se o trojzvuk, který sestává ze základního tónu, malé tercie a kvinty. Značí se obvykle velkým písmenem označujícím základní tón doplněným o příponu mi nebo (především v americké notaci) m - například {\displaystyle Ami,Am\,\!} .

## Složení mollového kvintakordu
| Jméno akordu | Značka akordu                | Základní tón | Malá tercie | Kvinta |
| ------------ | ---------------------------- | ------------ | ----------- | ------ |
| A moll       | {\displaystyle Ami\,\!}      | a            | c           | e      |
| E moll       | {\displaystyle Emi\,\!}      | e            | g           | h      |
| H moll       | {\displaystyle Hmi\,\!}      | h            | d           | fis    |
| Fis moll     | {\displaystyle F^{\#}mi\,\!} | fis          | a           | cis    |
| Cis moll     | {\displaystyle C^{\#}mi\,\!} | cis          | e           | gis    |
| As moll      | {\displaystyle A^{b}mi\,\!}  | as           | ces (=h)    | es     |
| Es moll      | {\displaystyle E^{b}mi\,\!}  | es           | ges         | b      |
| B moll       | {\displaystyle B^{b}mi\,\!}  | b            | des         | f      |
| F moll       | {\displaystyle Fmi\,\!}      | f            | as          | c      |
| C moll       | {\displaystyle Cmi\,\!}      | c            | es          | g      |
| G moll       | {\displaystyle Gmi\,\!}      | g            | b           | d      |
| D moll       | {\displaystyle Dmi\,\!}      | d            | f           | a      |

## Obraty
Jako trojzvuk má mollový kvintakord dva obraty:
- první obrat - sextakord složený z velké tercie a velké sexty, například c - e - a pro akord {\displaystyle Ami\,\!}
- druhý obrat - kvartsextakord složený z kvarty a malé sexty, například e - a - c pro akord {\displaystyle Ami\,\!}

## Harmonická funkce
Jako základní mollový akord je mollový kvintakord používán jako tónika a většinou i jako subdominanta v mollových tóninách (ve vzestupné melodické moll je subdominanta durová). Použití mollového kvintakordu ve funkci dominanty umožňuje základní mollová stupnice (aiolský mód), ale vyznění je příliš „unylé“ - častější je použití durového dominantního septakordu, který odpovídá složení harmonické moll).